# Izod
A Izod (estilizada como IZOD) é  uma empresa dos Estados Unidos do ramo têxtil que vende primariamente roupas para homens. Teve uma longa parceria com a Lacoste entre 1952 e 1993.